# Матю Етерингтън
Матю Етерингтън (на английски: Matthew Etherington) е английски професионален футболист, ляв полузащитник. Той е играч на Стоук Сити. Висок е 178 см.